# تصفيات كأس العالم 2014 – آسيا المرحلة الرابعة

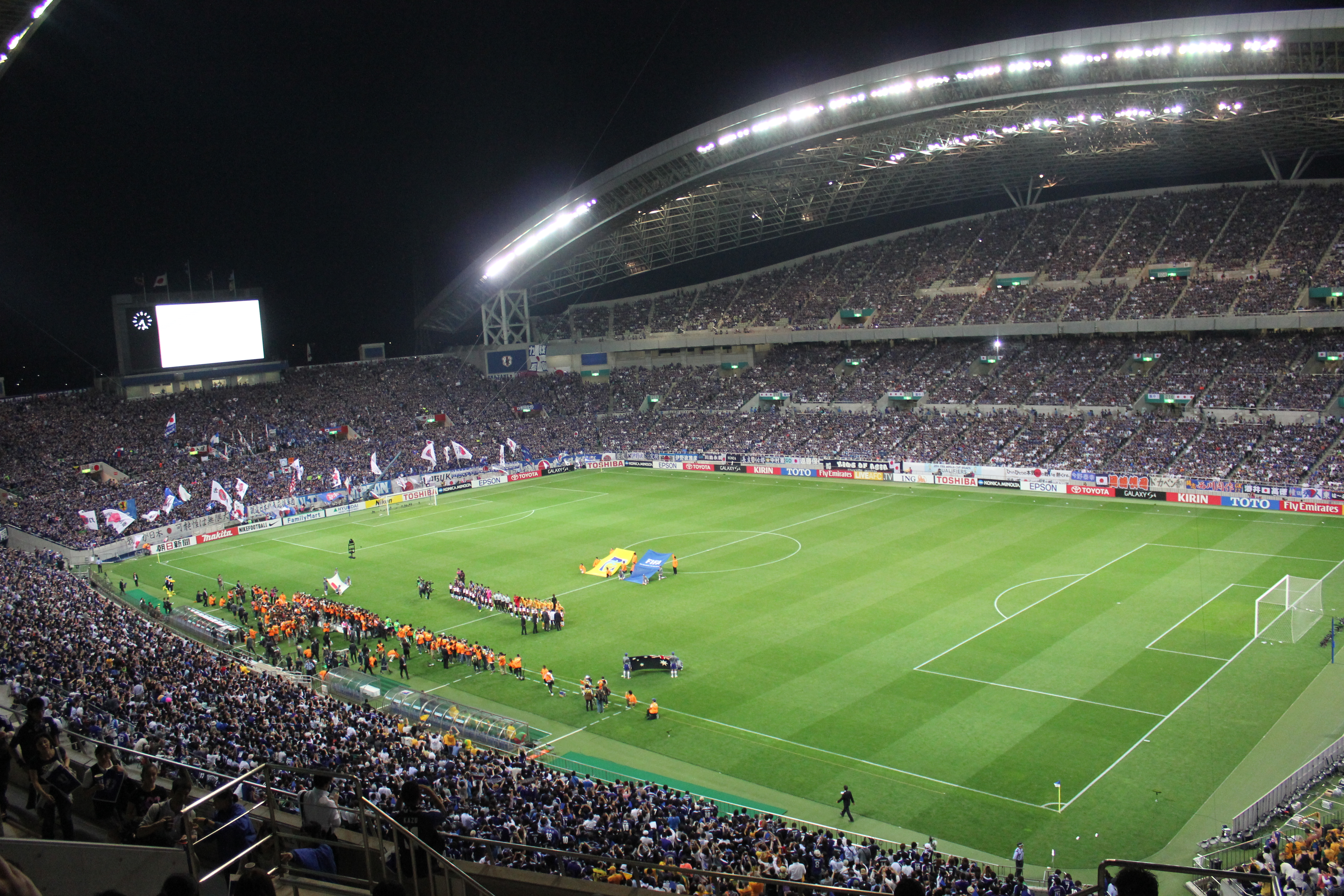

تقدم هذه الصفحة ملخصات مباريات المرحلة الرابعة للاتحاد الآسيوي لكرة القدم من تصفيات كأس العالم لكرة القدم 2014.

## النظام
شهدت المرحلة الرابعة تقسيم فائزي وثواني المجموعات الخمسة من المرحلة الثالثة إلى مجموعتين من خمسة. الفريقان الأعليان من كل مجموعة تقدما إلى نهائيات كأس العالم لكرة القدم 2014 في البرازيل، بينما الفريقان في المرتبة الثالثة تقدما إلى المرحلة الخامسة.

## التصنيف
عقدت قرعة المرحلة الرابعة في 9 مارس 2012 في كوالالمبور، ماليزيا، بتصنيف الفرق وفقا لتصنيف الفيفا في مارس 2012. تصنيف الفيفا المستعمل أصدر في 7 مارس 2012 وتضمن كل المباريات من المرحلة الثالثة من التصفيات الآسيوية لكأس العالم لكرة القدم 2014. وتنقسم الفرق العشرة (المبينة أدناه بترتيبها بين قوسين، ومواقعها في المرحلة الثالثة في الأقواس صغيرة) إلى خمس مجموعات، مع احتواء كل مجموعة على فريق من كل وعاء.
| الوعاء 1                                      | الوعاء 2                            | الوعاء 3                               | الوعاء 4                         | الوعاء 5                          |
| --------------------------------------------- | ----------------------------------- | -------------------------------------- | -------------------------------- | --------------------------------- |
| أستراليا (20) (د1) · كوريا الجنوبية (30) (ب1) | اليابان (33) (ج2) · إيران (51) (ر1) | أوزبكستان (67) (ج1) · العراق (76) (أ1) | الأردن (83) (أ2) · قطر (88) (ر2) | عمان (92) (د2) · لبنان (124) (ب2) |

## المجموعات
لعبت المباريات في الفترة من 3 يونيو 2012 إلى 18 يونيو 2013.
لأن يوم المباريات الأخير يتداخل مع كأس القارات 2013 (الذي يبدأ في 15 يونيو 2013)، تم تعديل قرعة المرحلة الرابعة لضمان أن تعفى اليابان في 18 يونيو 2013، بوضعها في المركز 5 (بدلا من المركز 2 الذي كان يفترض أن توضع اليابان فيه اعتبارا من تاريخ القرعة) في مجموعتها لكي لا تلعب في آخر يوم من أيام المباريات.
مدافع لبنان رامز ديوب أدين بتهمة التلاعب بنتائج المباريات بعد أن أدت تمريرته الخلفية إلى الهدف الوحيد للمباراة في هزيمة 0–1 أمام قطر. ديوب أوقف مدى الحياة من قبل الاتحاد اللبناني لكرة القدم.

### المجموعة أ
| م | الفريق         | لعب | ف | ت | خ | أ.له | أ.ع | أ.ف | نقاط | التأهل                             |     |     |     |     |     |     |
| - | -------------- | --- | - | - | - | ---- | --- | --- | ---- | ---------------------------------- | --- | --- | --- | --- | --- | --- |
| 1 | إيران          | 8   | 5 | 1 | 2 | 8    | 2   | +6  | 16   | التأهل لكأس العالم لكرة القدم 2014 |     | —   | 1–0 | 0–1 | 0–0 | 4–0 |
| 2 | كوريا الجنوبية | 8   | 4 | 2 | 2 | 13   | 7   | +6  | 14   | التأهل لكأس العالم لكرة القدم 2014 |     | 0–1 | —   | 1–0 | 2–1 | 3–0 |
| 3 | أوزبكستان      | 8   | 4 | 2 | 2 | 11   | 6   | +5  | 14   | التقدم للمرحلة الخامسة             |     | 0–1 | 2–2 | —   | 5–1 | 1–0 |
| 4 | قطر            | 8   | 2 | 1 | 5 | 5    | 13  | −8  | 7    |                                    |     | 0–1 | 1–4 | 0–1 | —   | 1–0 |
| 5 | لبنان          | 8   | 1 | 2 | 5 | 3    | 12  | −9  | 5    |                                    | 1–0 | 1–1 | 1–1 | 0–1 | —   |     |

| أوزبكستان | 0–1   | إيران                  |
| --------- | ----- | ---------------------- |
|           | تقرير | محمد رضا خلعتبري 90+3' |

| لبنان | 0–1   | قطر                |
| ----- | ----- | ------------------ |
|       | تقرير | سباستيان سوريا 64' |

| لبنان          | 1–1   | أوزبكستان       |
| -------------- | ----- | --------------- |
| علي السعدي 34' | تقرير | جاسور حسنوف 12' |

| قطر           | 1–4   | كوريا الجنوبية                                           |
| ------------- | ----- | -------------------------------------------------------- |
| يوسف أحمد 22' | تقرير | لي كيون-هو 26'، 80' · كواك تاي-هوي 55' · كيم شين-ووك 64' |

| كوريا الجنوبية                          | 3–0   | لبنان |
| --------------------------------------- | ----- | ----- |
| كيم بو-كيونغ 30'، 48' · كو جا-تشيول 90' | تقرير |       |

| إيران | 0–0   | قطر |
| ----- | ----- | --- |
|       | تقرير |     |

| أوزبكستان                                    | 2–2   | كوريا الجنوبية                                 |
| -------------------------------------------- | ----- | ---------------------------------------------- |
| كي سونغ-يوينغ 13' (ه.ذ.) · سنجر تورسونوف 59' | تقرير | أرتيوم فيليبوسيان 44' (ه.ذ.) · لي دونغ-غوك 57' |

| لبنان        | 1–0   | إيران |
| ------------ | ----- | ----- |
| رضا عنتر 27' | تقرير |       |

| قطر | 0–1   | أوزبكستان         |
| --- | ----- | ----------------- |
|     | تقرير | سنجر تورسونوف 13' |

| إيران           | 1–0   | كوريا الجنوبية |
| --------------- | ----- | -------------- |
| جواد نكونام 76' | تقرير |                |

| قطر                | 1–0   | لبنان |
| ------------------ | ----- | ----- |
| سباستيان سوريا 75' | تقرير |       |

| إيران | 0–1   | أوزبكستان            |
| ----- | ----- | -------------------- |
|       | تقرير | أولوغبيك باكاييف 71' |

| كوريا الجنوبية                       | 2–1   | قطر               |
| ------------------------------------ | ----- | ----------------- |
| لي كيون-هو 60' · سون هيونغ-مين 90+6' | تقرير | خلفان إبراهيم 63' |

| أوزبكستان       | 1–0   | لبنان |
| --------------- | ----- | ----- |
| سرفر جباروف 63' | تقرير |       |

| قطر | 0–1   | إيران               |
| --- | ----- | ------------------- |
|     | تقرير | رضا قوتشان نجاد 66' |

| لبنان         | 1–1   | كوريا الجنوبية   |
| ------------- | ----- | ---------------- |
| حسن معتوق 12' | تقرير | كيم تشي-وو 90+6' |

| كوريا الجنوبية            | 1–0   | أوزبكستان |
| ------------------------- | ----- | --------- |
| أكمل شورأحمدوف 43' (ه.ذ.) | تقرير |           |

| إيران                                                               | 4–0   | لبنان |
| ------------------------------------------------------------------- | ----- | ----- |
| محمد رضا خلعتبري 39' · جواد نكونام 45+1'، 86' · رضا قوتشان نجاد 46' | تقرير |       |

| كوريا الجنوبية | 0–1   | إيران               |
| -------------- | ----- | ------------------- |
|                | تقرير | رضا قوتشان نجاد 60' |

| أوزبكستان                                                                           | 5–1   | قطر                        |
| ----------------------------------------------------------------------------------- | ----- | -------------------------- |
| بهادر نسيموف 61'، 74' · أوليغ زوتييف 72' · عادل أحمدوف 87' · أولوغبيك باكاييف 90+1' | تقرير | عبد القادر إلياس باكور 37' |

### المجموعة ب
| م | الفريق   | لعب | ف | ت | خ | أ.له | أ.ع | أ.ف | نقاط | التأهل                             |     |     |     |     |     |     |
| - | -------- | --- | - | - | - | ---- | --- | --- | ---- | ---------------------------------- | --- | --- | --- | --- | --- | --- |
| 1 | اليابان  | 8   | 5 | 2 | 1 | 16   | 5   | +11 | 17   | التأهل لكأس العالم لكرة القدم 2014 |     | —   | 1–1 | 6–0 | 3–0 | 1–0 |
| 2 | أستراليا | 8   | 3 | 4 | 1 | 12   | 7   | +5  | 13   | التأهل لكأس العالم لكرة القدم 2014 |     | 1–1 | —   | 4–0 | 2–2 | 1–0 |
| 3 | الأردن   | 8   | 3 | 1 | 4 | 7    | 16  | −9  | 10   | التقدم للمرحلة الخامسة             |     | 2–1 | 2–1 | —   | 1–0 | 1–1 |
| 4 | عمان     | 8   | 2 | 3 | 3 | 7    | 10  | −3  | 9    |                                    |     | 1–2 | 0–0 | 2–1 | —   | 1–0 |
| 5 | العراق   | 8   | 1 | 2 | 5 | 4    | 8   | −4  | 5    |                                    | 0–1 | 1–2 | 1–0 | 1–1 | —   |     |

| اليابان                                                   | 3–0   | عمان |
| --------------------------------------------------------- | ----- | ---- |
| كيسوكي هوندا 11' · ريويتشي مايدا 51' · شينجي أوكازاكي 54' | تقرير |      |

| الأردن        | 1–1   | العراق        |
| ------------- | ----- | ------------- |
| أحمد هايل 43' | تقرير | نشأت أكرم 14' |

| اليابان                                                                                       | 6–0   | الأردن |
| --------------------------------------------------------------------------------------------- | ----- | ------ |
| ريويتشي مايدا 18' · كيسوكي هوندا 22'، 31'، 53' (ركلة.) · شينجي كاغاوا 35' · يوزو كوريهارا 89' | تقرير |        |

| عمان | 0–0   | أستراليا |
| ---- | ----- | -------- |
|      | تقرير |          |

| أستراليا                | 1–1   | اليابان           |
| ----------------------- | ----- | ----------------- |
| لوك ويلكشير 70' (ركلة.) | تقرير | يوزو كوريهارا 65' |

| العراق                 | 1–1   | عمان            |
| ---------------------- | ----- | --------------- |
| يونس محمود 37' (ركلة.) | تقرير | محمد البلوشي 8' |

| اليابان           | 1–0   | العراق |
| ----------------- | ----- | ------ |
| ريويتشي مايدا 25' | تقرير |        |

| الأردن                                    | 2–1   | أستراليا          |
| ----------------------------------------- | ----- | ----------------- |
| حسن عبد الفتاح 50' (ركلة.) · عامر ذيب 73' | تقرير | أرتشي تومبسون 86' |

| عمان                                             | 2–1   | الأردن          |
| ------------------------------------------------ | ----- | --------------- |
| أحمد مبارك المحيجري 62' · جمعة درويش المعشري 87' | تقرير | ثائر البواب 90' |

| العراق              | 1–2   | أستراليا                          |
| ------------------- | ----- | --------------------------------- |
| علاء عبد الزهرة 72' | تقرير | تيم كاهيل 80' · أرتشي تومبسون 84' |

| عمان                    | 1–2   | اليابان                                  |
| ----------------------- | ----- | ---------------------------------------- |
| أحمد مبارك المحيجري 77' | تقرير | هيروشي كييوتاكي 20' · شينجي أوكازاكي 90' |

| العراق         | 1–0   | الأردن |
| -------------- | ----- | ------ |
| حمادي أحمد 86' | تقرير |        |

| أستراليا                        | 2–2   | عمان                                            |
| ------------------------------- | ----- | ----------------------------------------------- |
| تيم كاهيل 52' · بريت هولمان 85' | تقرير | عبد العزيز المقبالي 7' · ميلي يديناك 49' (ه.ذ.) |

| الأردن                              | 2–1   | اليابان          |
| ----------------------------------- | ----- | ---------------- |
| خليل بني عطية 45+1' · أحمد هايل 60' | تقرير | شينجي كاغاوا 69' |

| اليابان                    | 1–1   | أستراليا     |
| -------------------------- | ----- | ------------ |
| كيسوكي هوندا 90+1' (ركلة.) | تقرير | تومي أور 81' |

| عمان                 | 1–0   | العراق |
| -------------------- | ----- | ------ |
| إسماعيل العجمي 45+4' | تقرير |        |

| أستراليا                                                          | 4–0   | الأردن |
| ----------------------------------------------------------------- | ----- | ------ |
| مارك بريشيانو 15' · تيم كاهيل 61' · روبي كروز 76' · لوكاس نيل 84' | تقرير |        |

| العراق | 0–1   | اليابان            |
| ------ | ----- | ------------------ |
|        | تقرير | شينجي أوكازاكي 89' |

| أستراليا         | 1–0   | العراق |
| ---------------- | ----- | ------ |
| جوشوا كينيدي 83' | تقرير |        |

| الأردن        | 1–0   | عمان |
| ------------- | ----- | ---- |
| أحمد هايل 58' | تقرير |      |

## الهدافون
أحرز 86 هدفا في 40 مباراة، بمعدل 2.15 هدف لكل مباراة.
5 أهداف
- كيسوكي هوندا

3 أهداف
- تيم كاهيل
- رضا قوتشان نجاد
- جواد نكونام
- ريويتشي مايدا
- شينجي أوكازاكي
- أحمد هايل
- لي كيون-هو

هدفان
- أرتشي تومبسون
- محمد رضا خلعتبري
- شينجي كاغاوا
- يوزو كوريهارا
- أحمد مبارك المحيجري
- سباستيان سوريا
- كيم بو-كيونغ
- أولوغبيك باكاييف
- بهادر نسيموف
- سنجر تورسونوف

هدف واحد
- مارك بريشيانو
- بريت هولمان
- جوشوا كينيدي
- روبي كروز
- لوكاس نيل
- تومي أور
- لوك ويلكشير
- علاء عبد الزهرة
- حمادي أحمد
- نشأت أكرم
- يونس محمود
- هيروشي كييوتاكي
- حسن عبد الفتاح
- خليل بني عطية
- ثائر البواب
- عامر ذيب
- علي السعدي
- رضا عنتر
- حسن معتوق
- إسماعيل العجمي
- محمد البلوشي
- جمعة درويش المعشري
- عبد العزيز المقبالي
- يوسف أحمد
- خلفان إبراهيم
- عبد القادر إلياس باكور
- كيم تشي-وو
- كيم شين-ووك
- كو جا-تشيول
- كواك تاي-هوي
- لي دونغ-غوك
- سون هيونغ-مين
- عادل أحمدوف
- سرفر جباروف
- جاسور حسنوف
- أوليغ زوتييف

هدف ذاتي واحد
- ميلي يديناك (لعب ضد عمان)
- أكمل شورأحمدوف (لعب ضد كوريا الجنوبية)
- كي سونغ-يوينغ (لعب ضد أوزبكستان)
- أرتيوم فيليبوسيان (لعب ضد كوريا الجنوبية)

## الملاحظات
1. 1 2 3 4  العراق كان لا بد أن يلعب كل المباريات البيتية الأربعة للمرحلة الرابعة لتصفيات كأس العالم لكرة القدم 2014 في مكان محايد في أعقاب الحظر الذي فرضه الفيفا على اللعب في العراق.[9]

## وصلات خارجية
- Results and schedule (FIFA.com version)
- Results and schedule (the-AFC.com version)